# San Hậu
San Hậu hay Sơn Hậu là tên một vở tuồng (hát bội) cổ khuyết danh của Việt Nam (có ý kiến cho là của Đào Duy Từ viết), hiện không còn bản gốc, ra đời vào khoảng nửa cuối thế kỉ 18, sau được Đào Tấn chỉnh lý. Đây được coi là vở tuồng cung đình kinh điển của Việt Nam. Tại Nam Bộ, vở này thường được các đoàn hát bội trình diễn trong Lễ Kỳ yên của các đình làng. Tích tuồng này hoàn toàn là tác phẩm tưởng tượng.

## Nội dung
Vua Tề già yếu, sắp qua đời, thái sư Tạ Thiên Lăng cùng anh em âm mưu chiếm ngôi, tống giam Phàn thứ hậu đang có mang. Họ giết lão quan Lý Khắc Thường, trong khi đó võ tướng Khương Linh Tá giả hàng thái sư nhưng tìm cách cứu thái hậu. Bà Nguyệt Hạo (Nguyệt Kiểu) là chị ba của các anh em họ Tạ, vốn cũng là một thứ hậu của vua Tề, đau đớn vì các em mình phản bội, đã cùng thái giám Tử Trình, Đổng Kim Lân và Khương Linh Tá lập mưu cứu thứ hậu và hoàng tử mới sinh thoát khỏi ngục tối. Chuyện bại lộ, Tạ Thiên Lăng cho quân đuổi theo, Khương Linh Tá ở lại cản đường để Đổng Kim Lân đưa thứ phi và hoàng tử mới sinh chạy trốn. Linh Tá chống không nổi quân Thiên Lăng và bị chém đứt đầu. Kim Lân bị lạc trong rừng, Linh Tá hiện lên thành ngọn đuốc đưa đường cho Kim Lân dẫn hoàng tử và thứ phi về được đến thành San Hậu. Đổng Kim Lân củng cố lực lượng và tiếp tục chiến đấu chống Tạ Thiên Lăng. Cánh thái sư cố thủ trong thành, Tạ Thiên Lăng bắt mẹ của Đổng Kim Lân làm con tin, nếu Kim Lân phá thành chúng sẽ giết mẹ ông. Nhờ sự giúp đỡ của Nguyệt Hạo (lúc này đang tu trong chùa), quân của Đổng Kim Lân đã đưa bà đổi lấy mẹ Kim Lân. Cuối cùng, quân Kim Lân chiến thắng. Tạ Ôn Đình, em trai Tạ Thiên Lăng bị hồn Khương Linh Tá hiện về chém chết, còn Thiên Lăng bị đuổi về quê. Hoàng tử lên ngôi vua.

## Cấu trúc
Tuồng hát này có 3 hồi, mỗi hồi hát độ 4 giờ; mỗi hồi không có tựa riêng, gọi chung là tuồng San Hậu.
1. Hồi thứ nhất nói về Phàn Viên Ngoại tống cung ái nữ.
2. Hồi thứ nhì nói về Phàn Công chém sứ giả.
3. Hồi thứ ba nói về Tạ Nguyệt Kiểu đi tu.

## Biến thể
Trong tuồng Hát Bội phía Nam, tên nhân vật Tạ Nguyệt Hạo được gọi là Tạ Nguyệt Kiểu.